# Xử lý nước thải công nghiệp
Xử lý nước thải công nghiệp bao gồm các cơ chế và quy trình sử dụng để xử lý nước thải được tạo ra từ các hoạt động công nghiệp hoặc thương mại. Sau khi xử lý, nước thải công nghiệp được xử lý (hoặc dòng thải) có thể được tái sử dụng hoặc đưa đến một hệ thống thoát nước vệ sinh hoặc một nơi lưu trữ nước trong thiên nhiên. Hầu hết các ngành công nghiệp tạo ra nước thải mặc dù xu hướng phát triển trên thế giới gần đây là giảm thiểu lượng hoặc tái chế nước thải được tạo ra trong quá trình sản xuất. Tuy nhiên, nhiều ngành công nghiệp vẫn còn tạo ra nhiều nước thải.

### Mỏ và khai thác đá

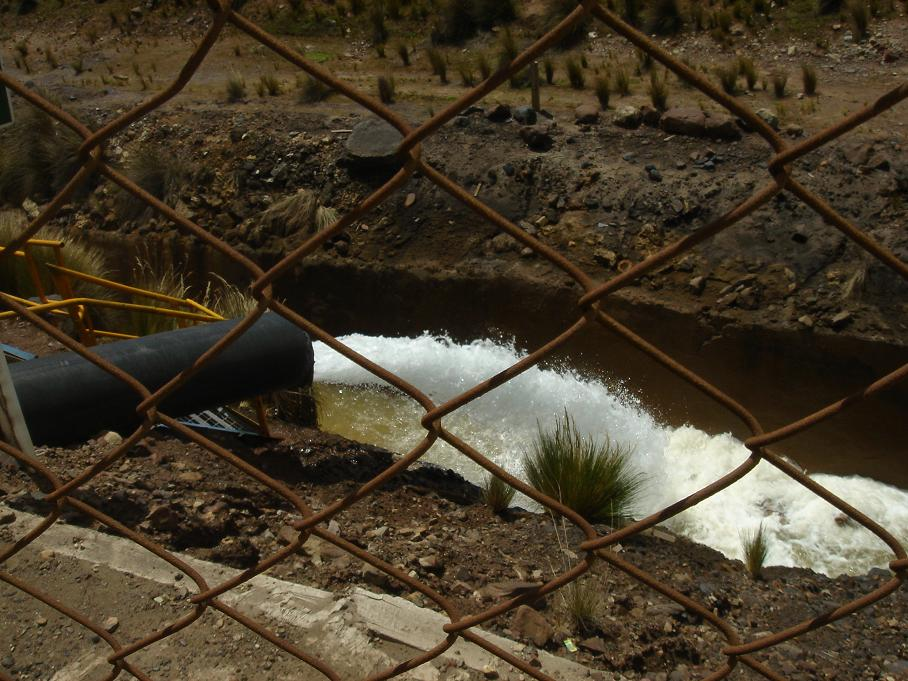
Nước thải mỏ ở Peru

### Loại bỏ dầu và mỡ

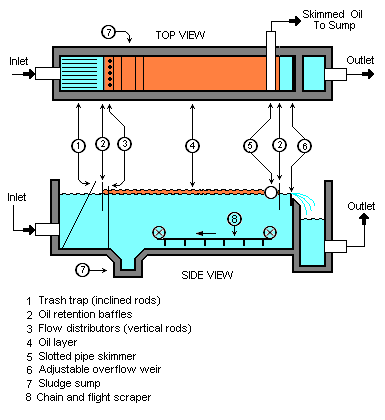
Một API điển hình tách dầu-nước được sử dụng trong nhiều ngành công nghiệp

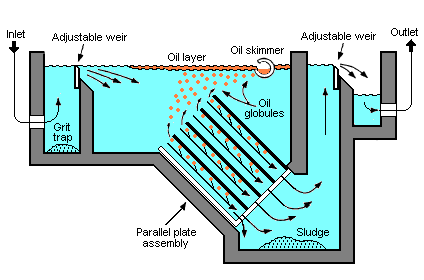
Một tấm tách song song điển hình

#### Quá trình bùn hoạt tính

Một sơ đồ tổng quát của một quá trình bùn hoạt tính.

#### Quá trình lọc nhỏ giọt

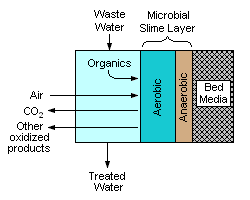
Hình 1: Một sơ đồ cắt ngang mặt tiếp xúc của thiết bị trong một bộ lọc nhỏ giọt

Một hệ thống lọc nhỏ giọt hoàn toàn điển hình